# НИИ мозга АМН СССР
Научно-исследовательский институт мозга Академии медицинских наук СССР (НИИ мозга АМН СССР) — научно-исследовательский институт в Москве, который изучал проблемы функционально-структурных основ системной деятельности и механизмов пластичности мозга (системная организация строения и деятельности мозга, механизмы изменений при различных видах адаптации, тренировки, обучения и при компенсации нарушенных функций). В структуре института — Музей эволюции мозга.

## История

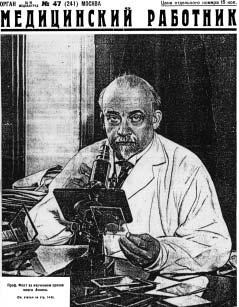
Профессор Оскар Фогт исследует гистологические срезы мозга Ленина.

Институт был создан на базе лаборатории (1925 г.) по изучению мозга Ленина, которой  руководил приглашённый Политбюро известный немецкий анатом и нейролог Оскар Фогт. Лаборатория преобразована в институт по ходатайству В. М. Бехтерева в 1928 году для систематического изучения архитектоники человеческого мозга, а также в Музей мозга, или же, по выражению Бехтерева, «Пантеон». 

По жестокой иронии судьбы, первый мозг, который войдёт в этот пантеон, будет мозг самого В.М. Бехтерева. Бехтерев завещал сжечь себя и сохранить свой мозг для Института. Пепел и мозг - вот что получил Институт от своего основоположника и неизменного руководителя.
— Семашко Н.А.
Сфера научных интересов учреждения включала поиск особенностей, объяснивших бы «необыкновенную гениальность вождя мирового пролетариата». После смерти Ленина, коммунисты захотели получить научное обоснование его гениальности, для чего из тела был изъят мозг, сильно поражённый болезнью. Для исследования был приглашён Фогт, как крупнейший специалист этого направления. Фогт в 1925 году предложил вывезти мозг Ленина в Германию, где у него имелось соответствующее оборудование, для исследований, настаивая, что операция должна быть проведена как можно скорее. Политбюро отклонило предложение Фогта, предложив ему с женой и лаборантами переехать в СССР, чтобы возглавить специально созданный институт мозга. Для института был закуплен нужный инструментарий. Деятельность института в советское время была засекречена. После 1928 года Фогт в СССР не появлялся. Взяв с собой в Германию несколько срезов мозга Ленина, Фогт использовал их в своих лекциях.. Институт продолжал активную научную работу вплоть до начала 2000-х годов.
В Московском институте мозга работали ученые-нейрофизиологи И. Н. Филимонов, Е. П. Кононова, С. А. Саркисов, Т. А. Строганова, С. М. Блинков, О. С. Адрианов и другие.
С 1954 — в системе АМН СССР. В 2006 году институт был присоединен в качестве структурного подразделения к НИИ неврологии РАМН. В настоящее время — Отдел исследований мозга Научного центра неврологии РАМН, где и по сей день продолжаются научные исследования.

## Здание
Институт мозга располагается по адресу переулок Обуха, № 5 (улица Воронцово Поле № 14/5), в бывшем здании Евангелической больницы. После революции здание было передано Институту гигиены труда и профзаболеваний, позднее — Институту мозга. С 2006 года здание Лютеранской больницы практически не охранялось, поэтому часть лабораторного оборудования и материалов была разграблена.

## Коллекция
В институте собраны мозги Багрицкого, Маяковского, Эйзенштейна, Горького, Сталина, Менжинского, Богданова, Скворцова-Степанова, Катаямы, Луначарского, Цеткин, Мичурина, Циолковского, Белого, Хачатуряна, Шолохова и других.